# 秋風夜雨
《秋風夜雨》，是1954年的一首臺語流行歌曲，在臺灣戰後時期由周添旺作詞、楊三郎作曲。
此曲原本是周添旺作詞，寫下離鄉少女在秋季雨夜的感觸，纏綿悱惻。1954年秋天周添旺寫下了這首歌詞，並把這歌詞交給了楊三郞譜曲，楊三郞連續寫了七天，每天都不能滿意，就把稿紙撕毀丟棄，懊惱非常，最後停筆。中秋節當日，楊三郞陪妻子到碧潭遊玩，突發靈感，於是拿出小喇叭吹奏出一段旋律，並立即記下樂譜，一個小時即完成本曲，周添旺聽完之後，非常滿意，後楊三郞將此曲交給許石，以大王唱片公司名義出版。
本曲翻唱者眾多，如洪一峯、洪榮宏、鄧麗君、鳳飛飛、江蕙等皆為佼佼者，近年較有影響力者為重新編曲的伍佰的搖滾版與秀蘭瑪雅的節奏藍調版。